# Santa Maria di Monte Oliveto

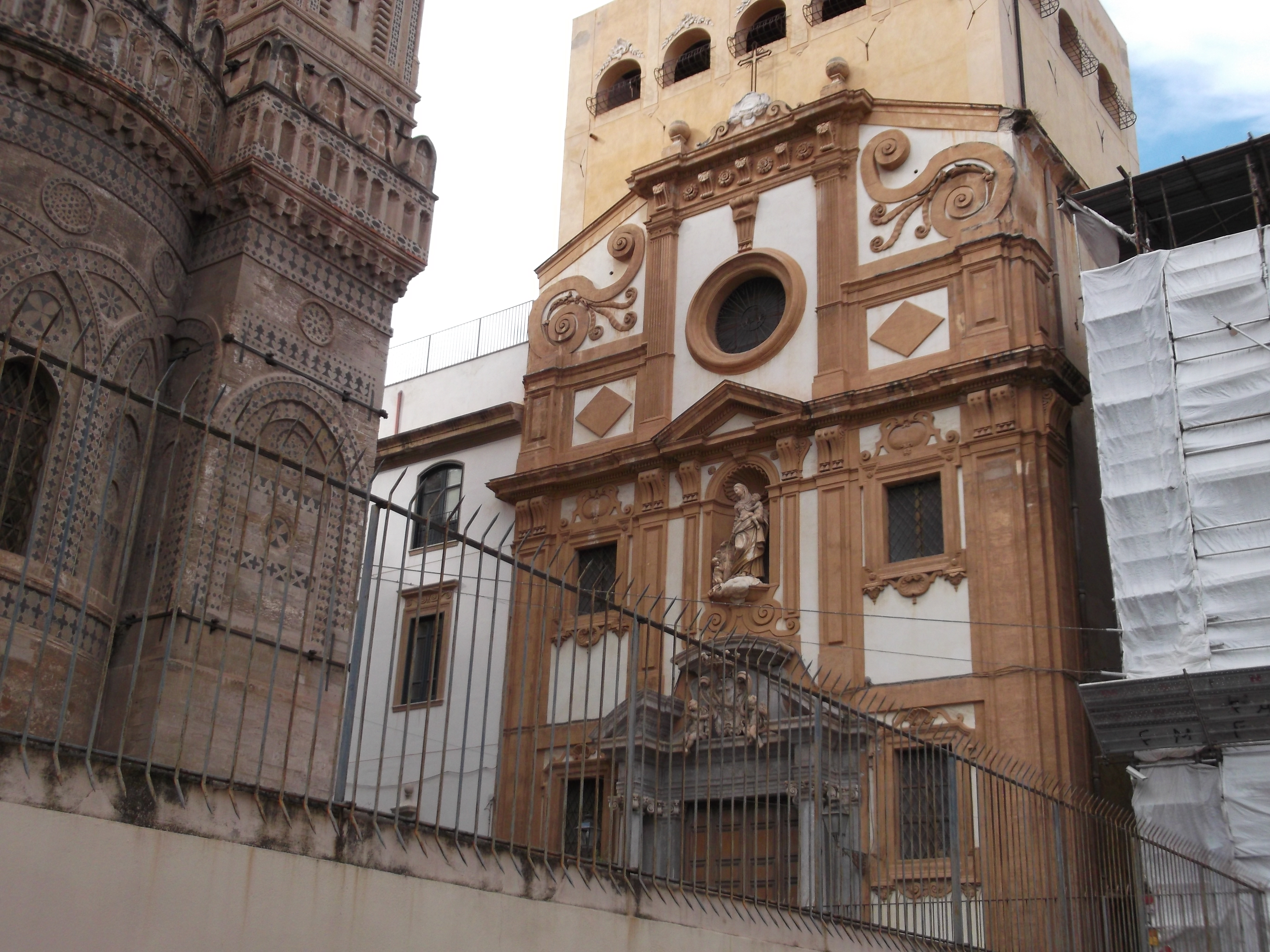
Santa Maria di Monte Oliveto

Die Santa Maria di Monte Oliveto ist eine Kirche des Frühbarock in Palermo.
Die in der Via Incoronazione gelegene Kirche wurde nach einem Entwurf von Mariano Smiriglio zwischen 1620 und 1623 im Stil des Frühbarock errichtet.
Der drei geteilten Fassade ist ein von zwei Säulen flankiertes Portal vorgesetzt. In einer Kartusche darüber befindet sich ein von zwei Putten gestütztes Wappen mit der Krone der Vizekönige. Das zweite Fassadensegment wird durch zwei auffällig dekorierte Fenster und eine Ädikula-ähnliche Rundbogennische beherrscht, in der die Skulpturengruppe Madonna, Kind und Johannesknabe aufgestellt ist. Über dem Gebälk mit einem in der Mitte angeordneten Dreiecksgiebel befindet sich ein großes Okulus, das beidseitig von Rhomben und floralen, Voluten vortäuschenden Ornamenten eingerahmt wird. Die Fassade wird oben durch einen abgeflachten Giebel abgeschlossen. Alle dekorativen Elemente der Fassade sind in Braun gehalten und entfalten so vor dem weißen Mauerwerk eine beeindruckende optische Wirkung.
Der einschiffige Innenraum mit den vier Seitenkapellen wurde von Pietro Novelli mit Stuck und Fresken versehen.
Dargestellt sind acht Szenen aus dem Leben von Heiligen. Das Altarbild „Vier Märtyrer“ von 1765 stammt von Gioacchino Martorana und das Altarbild "Trinität" von Giuseppe Patania.